# When It’s Love
When It’s Love ist ein Lied der US-amerikanischen Hardrock-Band Van Halen. Es erschien am 1. Juni 1988 als zweite Singleauskopplung aus dem Album OU812.

## Hintergrund
Van Halen arbeiteten von September 1987 bis April 1988 an einem neuen Studioalbum und veröffentlichten dieses am 20. Mai 1988 unter dem Titel OU812. Es war ihr insgesamt achtes Studioalbum, das zweite mit Sänger Sammy Hagar. Das Album erreichte wie sein Vorgänger Platz eins des US-amerikanischen Albumcharts.
Die Entstehungsgeschichte des Lieds kommentiert Sammy Hagar folgendermaßen: Die Van-Halen-Brüder spielten ihm während einer Autofahrt vom Flughafen eine Demoversion eines Stücks vor, das die beiden mit Klavier und Schlagzeug aufgenommen hatten. Laut Aussage von Hagar, habe er dann spontan Textzeilen dazu gesungen, sodass der Song größtenteils fertig gewesen sei, als sie im Studio ankamen.
Van Halen drehten ein Musikvideo zu dem Lied, in dem die Band allein in einer leeren Bar spielt, während die Kellnerin und der Barkeeper aufräumen. Alles ist in blaues Licht gehüllt, die meiste Zeit sieht man die Bandmitglieder spielen und singen. Nur in kurzen Zwischensequenzen ist zu sehen, wie Kellnerin und Barkeeper sich necken und sich zum Schluss küssen. Hagar berichtet in einem Interview zu dem Video, dass er mit dem Playback für Musikvideos unwohl fühlte und es durch Aufdrehen der Musik und echtes Mitsingen realistischer wirken lassen wollte. Dadurch habe bei ihm die Stimme versagt und er konnte einen Tag nach dem Videodreh nicht auftreten.

## Musik
When It’s Love ist eine typische Powerballade. Sie wird mit ruhigen Keyboards eingeleitet und geht dann in ein rockiges Gitarrenriff in die Strophen über. Der Refrain sei ein „Schmachtfetzen-Refrain wie aus dem Lehrbuch“. Der Liedtext sei mit typischen Liebesphrasen (z. B. „I can’t tell you but it lasts forever“, „It’s just something you feel together“) angereichert, wie man sie in vielen anderen Liedern findet.

## Erfolg
When It’s Love erreichte im Vereinigten Königreich Rang 28 der Singlecharts und platzierte sich sieben Wochen in den Charts. Die Single wurde zum achten Charthit der Band im Vereinigten Königreich. In den Vereinigten Staaten erreichte When It’s Love mit Rang fünf seine beste Chartnotierung und platzierte sich drei Wochen in den Top 10 sowie 17 Wochen in den Hot 100. Es wurde zum bis dato 16. Single-Charterfolg für Van Halen in den Vereinigten Staaten, nach Jump und Why Can’t This Be Love erreichten sie zum dritten Mal die Top 10. Bis heute konnten sich mit Jump (Rang: 1) und Why Can’t This Be Love (Rang: 3) nur zwei Singles besser in den USA platzieren. In den US-amerikanischen Mainstream Rock Airplay Charts erreichte die Single die Chartspitze.
Das Lied wurde von VH1 in die Liste der 25 besten Powerballaden gewählt, erreicht dort Platz 24.